# Missão Integrada de Assistência à Transição das Nações Unidas no Sudão
A Missão Integrada de Assistência à Transição das Nações Unidas no Sudão (em inglês:  United Nations Integrated Transition Assistance Mission in Sudan; UNITAMS) é uma das missões especiais da ONU para auxiliar o Sudão a apoiar a transição da ditadura para o governo democrático.
A operação foi aprovada pelo Conselho de Segurança das Nações Unidas em 2020 sob a Resolução 2524 de acordo com a solicitação do governo civil de transição que governou o país. A operação substitui a operação militar anterior Missão das Nações Unidas e da União Africana em Darfur (UNAMID), uma cooperação entre as Nações Unidas e a União Africana, que terminou em 31 de dezembro de 2020.
Em meados de 2023, Abdel Fattah al-Burhan exigiu que o chefe da UNITAMS, Volker Perthes, fosse demitido. Em novembro, o governo do Sudão solicitou que a missão fosse encerrada. O Conselho de Segurança das Nações Unidas concordou em encerrar a missão até 3 de dezembro de 2023, com 14 votos a favor e uma abstenção, com um período de retirada subsequente de três meses.